# تيد براون (مقدم برامج إذاعية)
تيد براون (بالإنجليزية: Ted Brown)‏ هو مقدم برامج إذاعية أمريكي، ولد في 5 مايو 1924، وتوفي في 20 مارس 2005 بسبب سكتة.